# 傅毅
傅毅（？—90年），字武仲，右扶风茂陵县（今陕西省兴平市东北）人。年輕時學識廣博且才華橫溢，為東漢著名文學家，實力與班固、崔駟旗鼓相當，因此常常被相提並論。在他的一生當中，曾擔任過蘭台令使、郎中、校書郎、軍司馬以及司馬的職位，且著有眾多文學作品，例如詩、賦、誄、頌、祝文、七激、連珠等二十八篇。

## 生平
年輕時，傅毅在平陵(今陝西省咸陽市)學習章句時，為了校仿古人孜孜不倦的學習態度而創了一首《迪志詩》來用於自勉。另外，因有感於漢明帝求賢態度消極，促使許多賢士因而隱沒，並因此創作《七激》來諷刺他。漢章帝時，傅毅被封為蘭台令使、郎中，且與班固、賈逵同為校書郎 。另外，在擔任校書郎期間，模仿周頌清廟篇筆法而創作出《顯宗頌》十篇，內容為褒揚漢明帝之功德，並因而讓名聲蔚為流傳。漢章帝時，馬防拜車騎將軍，請傅毅擔任軍司馬一職，並獲得豐厚的禮遇。汉和帝時，外戚車騎將軍竇憲請傅毅擔任主記室，並在竇憲改為大司馬後，令傅毅作為司馬一職，並在竇憲落敗自殺前，傅毅累積著有詩、賦、誄、頌、祝文、七激、連珠等二十八篇。此外，傅毅為傅育之子，漢章帝時，傅育率兵伐燒當羌，未料遭致夜襲，傅育力戰而死，因此為了緬懷傅育，漢章帝封其子傅毅為明進侯。

## 著作
傅毅著有《舞賦》、《洛都賦》、《雅琴賦》、《七激》等的文學作品以及撰有《國語解詁》、《左氏傳解詁》等。內容上，鋪陳有序、筆觸細膩，對事物刻劃周到，且能夠生動描繪各式事務形象而有所著稱。其中，最廣為人知的著作為《舞賦》這部作品，內容所記述的為漢代時極為盛行的“般鼓舞”，又稱“盤鼓舞”。另外，這部著作對於內文以及用字遣詞方面被許多學者大為讚賞，並在內容中可看見對樂舞的描繪細膩周到，且提及諸多樂舞美學理念，為古代舞蹈審美奠定了基礎，也成為現今保存古代舞蹈方面的史料。另外學者們認為此部著作為傅毅的托古之作，並且作為古代對大規模宮廷樂舞的第一次細緻而生動的文學描繪。另外，傅毅留存下來的作品約有28篇，大多收錄在《先秦漢魏晉南北朝詩》、《全上古三代秦漢三國六朝文》中。

## 評價
曹丕的《典論論文》與劉勰的《文心雕龍》都對傅毅的文采大為讚賞。像是三國時期，曹丕在《典論論文》當中曾寫下：“傅毅之於班固，伯仲之間耳。”，因此從此句可以看出班固以及傅毅兩人的才能被大眾認為並駕齊驅。此外，雖說班固對於傅毅因出現文人相輕而出現相互批評之言詞，但眾人對傅毅以及班固所作之文章皆大為讚賞，例如王充在《論衡》中記載了當時人們對傅毅的評價:“是以蘭台之史，班固、賈逵、楊終、傅毅之徒，名香文美。”此句也能夠看出後世對於傅毅的評價甚高。

## 延伸阅读
[在维基数据编辑]
 在维基文库阅读此作者作品
 《後漢書·卷80上》，出自范晔《後漢書》